# Kaliwerk Rastenberg
Das Kalibergwerk Rastenberg war ein Bergwerk auf Kalisalze mit angeschlossener Düngemittelfabrik bei Billroda in Sachsen-Anhalt (Burgenlandkreis). Im Zusammenhang mit dem Ende des deutschen Kalimonopols nach dem Ersten Weltkrieg und dem Bestreben nach grundlegender Reorganisation und Rationalisierung der Kaliindustrie, welche sich in der sogenannten Stilllegungsverordnung vom 18. Juli 1919 niederschlug, erfolgte die Betriebseinstellung 1925.
Teufzeit: 1907–1909 (659 m); Schachtdurchmesser 5,25 m; noch offenstehende Grubenhohlräume: rd. 200.000 m³.

## Geologische und hydrogeologische Lagerstättenverhältnisse

### Geologische und lagerstättenkundliche Einschätzung

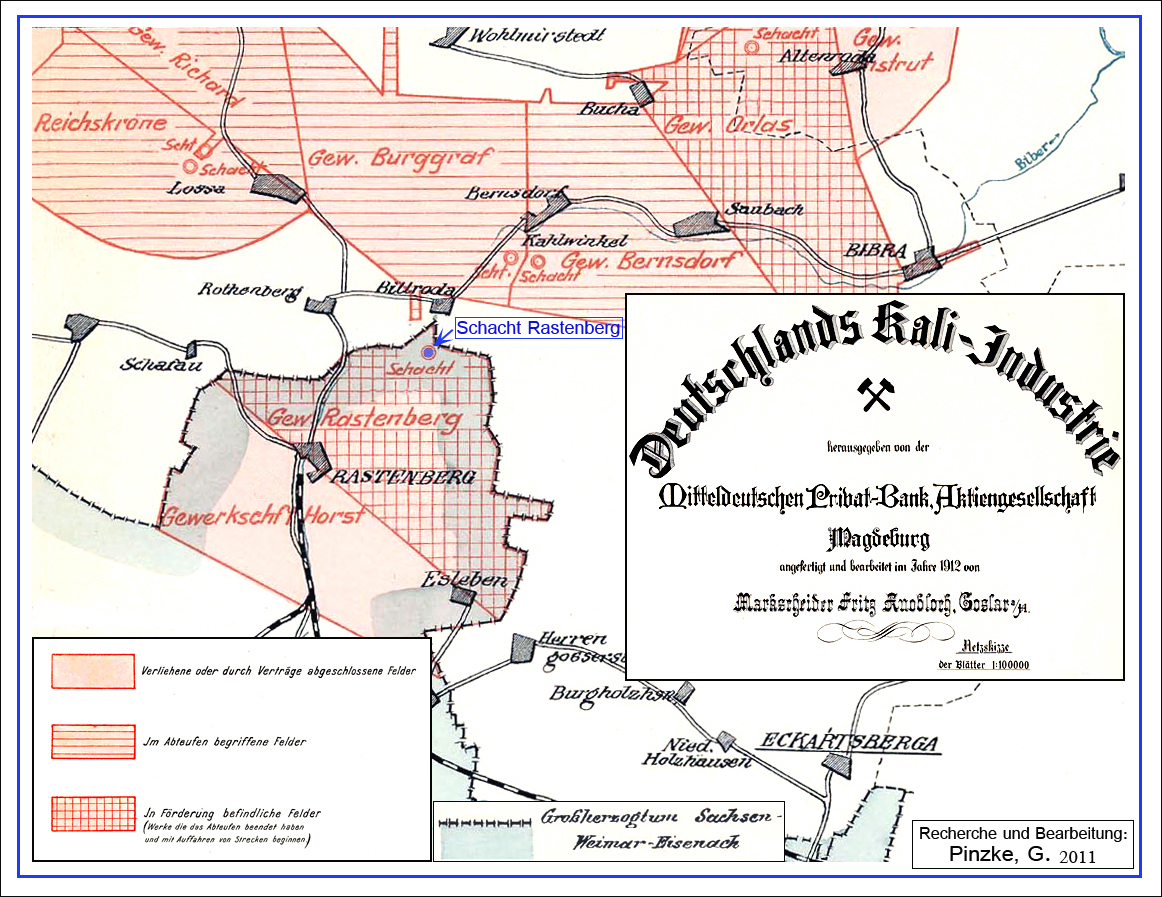
Lage des Schachtes Rastenberg und die Berechtsame der ehemaligen „Gewerkschaft Rastenberg“

Die Lagerstätte befindet sich an der Südwestflanke des herzyn streichenden Roßlebener Sattels (als hercynisch oder herzynisch bezeichnet man in der Geologie die Streichrichtung eines Gebirgszuges in NW-SO-Richtung); sie liegt geologisch in der Magdeburg-Halberstädter Mulde. Der Schacht wurde im mittleren Buntsandstein angesetzt. Über die durchteuften Schichten gibt die rechts folgende Abbildung Auskunft. Die Schichtenfolge zeigt mit Ausnahme der obersten Zechsteinletten und des Grenzanhydrits das vollständige Zechsteinprofil am Roßlebener Sattel. Die Kalilagerstätte wird im Nordosten durch die vom Sattelkern ausgehende Ablaugung des Kaliflözes begrenzt. Zwischen dieser Ablaugungsgrenze und der Schachtanlage Rastenberg liegt in einer Entfernung von ca. 2,5 km das ehemalige Kalibergwerk Burggraf/Bernsdorf. Rund 5 km nördlich befindet sich die stillgelegte Schachtanlage Richard/Reichskrone. Im Westen und Südwesten liegen bauwürdige Hartsalzvorräte des Feldes Bad Bibra. Im Südwesten ist die Finne-Störung als natürliche Begrenzung aufzufassen, da sich jenseits die Kalilagerstätte in größerer Teufe fortsetzt. Die Finne-Störung fällt nach NE ein, wurde in der Bohrung Mühltal bei 280–300 m angetroffen und dürfte sich bis ins Niveau des Kalilagers noch weiter an die Grubenbaue angenähert haben. Von den ehemaligen Finne-Bergwerken wurde nur ein unbedeutender Abbau betrieben und die durch Grubenfelder blockierten Flächen sind im Verhältnis zur gesamten Kalilagerstätte an der Südwestflanke des Roßlebener Sattels gering. Durch die Auffahrungen wurde ein in der Regel flachgelagertes Carnallititlager mit einem Durchschnittsgehalt von 9–10 % K2O und Mächtigkeiten zwischen 25 und 50 m angetroffen. Größtenteils war nur der obere Teil bauwürdig. Im Liegenden des Carnallitits traten vereinzelt Hartsalzlinsen in geringerer Ausdehnung auf, aus denen jährlich bis zu 7000 t Hartsalz gefördert wurden. Über Mächtigkeiten und Qualitäten liegen keine Angaben vor. In den südwestlichen Auffahrungen soll das Lager durch den Einfluss der Finne-Störung bereits stärker gestört gewesen sein.

### Hydrogeologische Angaben
Wie auf allen Finne-Werken ist auch beim Schacht Rastenberg der Buntsandstein stark wasserführend. Bei den Teufarbeiten traten bei einer Teufe von 230–240 m Wasserzuflüsse bis 3,5 m³/min bei 290 m Teufe bis zu 1,5 m³/min auf. Deshalb wurden mehr als 250 m Schachtröhre im Buntsandstein mit Tübbingen ausgebaut. Angaben über eine Laugenführung des Hauptanhydrits liegen nicht vor. Höchstwahrscheinlich wurde er jedoch trocken durchteuft, da als Ausbau Mauerwerk gesetzt wurde. Konkrete Angaben über Laugenzuflüsse im Grubenfeld fehlen. In einem Schreiben des Kali-Ingenieurbüros an das Kaliwerk Roßleben vom 4. Oktober 1956 heißt es u. a.: „Soweit uns bekannt ist, war fur die Stilllegung des Werkes Rastenberg im Jahre 1925 nicht nur das Fehlen eines bauwürdigen Hartsalzvorkommens und der niedrige K2O-Gehalt des Carnallitits (9–10 %), sondern auch die Tatsache maßgebend, dass Rastenberg im Gegensatz zu der benachbarten Schachtanlage Burggraf-Bernsdorf unter Laugenzuflüssen zu leiden hatte. Nach der Stilllegung haben dann auch bedeutende Wasserzuflüsse aus der Schachtröhre Zugang zu den Grubenbauen gefunden, wie das seit Jahrzehnten beobachtete Geräusch von aufschlagendem Wasser in der Schachtröhre erkennen läßt“. Nach dieser Darstellung soll es im Grubenfeld Laugenzuflussstellen gegeben haben. Mit Sicherheit haben überwiegend die Traufwässer zum Ersaufen der Grube nach ihrer Stilllegung beigetragen. Inwieweit Laugenzuflüsse aus dem Grubenfeld beteiligt waren, ist heute nicht mehr feststellbar. Die mit der Finne-Störung verbundene Zerstörung beinhaltet auch dessen besondere hydrogeologische Gefährdung.

## Der Schachtbau
Der Schacht Rastenberg durchteufte die rechts aufgelistete Schichtenfolge.
Das Abteufen des Schachtes Rastenberg mit einem endgültigen Durchmesser von 5,25 m erfolgte von 1907 bis 1909. Die Rasenhängebank lag bei + 301,85 m ü. NN. Am 5. April 1909 wurde bei 594 m Teufe das Kalilager angetroffen und anschließend in einer Mächtigkeit von ca. 50 m durchteuft. Die Schachtendteufe beträgt 659 m.
| Teufe 0 – 34 m    | Mauerwerk         |
| Teufe 34 – 311 m  | Deutsche Tübbinge |
| Teufe 311 – 659 m | Mauerwerk         |

Nach Fertigstellung des Förderschachtes wurden Füllörter nach Nordwesten und Südosten angesetzt. Aus diesen wurden eine Wetter- und eine Fördersohle vorangetrieben. Am 24. Januar 1910 wurde die Förderung der Kalisalze aufgenommen. Die sogenannte Zweischachtfrage sollte durch eine Verbindungsstrecke mit der preußischen Gewerkschaft Burggraf gelöst werden. Mit Genehmigung des zuständigen Bergamtes Apolda wurde jedoch vom Bau Abstand genommen.

## Aus- und Vorrichtung, Abbau- und Versatzverfahren
Der Abbau erfolgte im Kammerbau-Verfahren. Die Länge der Abbaukammern betrug im nördlichen Baufeld bis 180 m, im südlichen bis 128 m (Abbau 1). Die Breite der Abbaukammern betrug generell 10 m. Die Pfeilerbreite im nördlichen Abbaufeld betrug anfangs 7 m, später ausnahmslos 10 m. Im ca. 45 m mächtigen Carnallititlager wurden mehrere Sohlen übereinander aufgefahren, deren Abstand zwischen 7 und 11 m schwankt. Aus dem vorhandenen Rißwerk ist nicht ersichtlich, ob die Abbauhöhe über mehrere Teilsohlen reichte, oder zwischen jeder Sohle eine Schwebe angebaut wurde. Als Fördersohlen dienten die 603-, 614- und 649-m-Sohle. Von den dazwischen liegenden Sohlen (621-, 628- und 636-m-Sohle) wurde vermutlich über die vorhandenen Bremsberge auf die nächsttiefere Fördersohle gefördert. 8 Überhauen dienten vermutlich nur der Fahrung und Wetterführung. Etwa die Hälfte der aufgefahrenen Abbaue wurde versetzt. Vermutlich wurden als Versatzmaterial überwiegend Fabrikrückstände verwendet und mittels Handversatz in die Grube gebracht. Unterlagen über die Technologie und die Dichte des Versatzeinbringens liegen nicht vor. Die Berechnung des offengebliebenen Hohlraumes anhand der vorliegenden Risse bleibt ungenau, da Angaben über die Höhe der Abbaukammern fehlen. Nimmt man eine durchschnittliche Höhe von 3 m an, ergeben sich bei überschlägiger Berechnung folgende Werte:
- offener Hohlraum Abbaue: 120.000 m³
- offener Hohlraum Strecken: 80.000 m³

Insgesamt: 200.000 m³
Nach der Stilllegung 1925 wurde die Rückstandshalde überwiegend in den Grubenbauen versetzt und mit dem Rest die Schachtröhre bis 100 m Teufe verstürzt. Lotungen ergaben, dass das Material allmählich absackte, bis es bei einer Teufe von ca. 450 m konstant blieb. Über dem Versatzmaterial bildete sich ein Laugenspiegel. Am 20. November 1941 stellte man fest, dass aus dem Entlüftungsrohr der Schachtabdeckelung unter starkem Zischen nach Öl riechende Gase entwichen. Herkunft und Ursache dieser Gase konnten nicht zweifelsfrei ermittelt werden. Dabei muss nicht unbedingt Auslaugung durch Süßwasser die Ursache für den plötzlichen Gasaustritt gewesen sein, ebenso kann sich das Gas bei genügendem Druck einen Weg durch das Versatzmaterial gebahnt haben oder durch Senkung im Hangenden des Lagers öffneten sich Klüfte, auf denen das Gas den Weg zur Schachtröhre fand.

## Die finanziellen und betriebswirtschaftlichen Verhältnisse

### Die Wirtschaftsgeschichte des Unternehmens
Gegründet am 12. Juni 1896 als Kali-Bohrgesellschaft „Rastenberg“ wandelte sie sich am 10. Dezember 1906 in die Gewerkschaft „Rastenberg“ um. Die Eintragung dieser Gewerkschaft in das Handelsregister beim Amtsgericht Buttstädt erfolgte am 3. September 1907. Die Anzahl der Kuxe betrug zu Beginn 1000; die Gewerkenversammlung vom 29. Juni 1920 beschloss die Erhöhung der Kuxzahl von 1000 auf 3000 Stück; davon waren bis zur Fusion 1253 ausgereicht.
Zum Gegenstand des Unternehmens heißt es: „Ausbeutung der nach dem Bohr- und Verleihungsvertrag vom 23./24. Oktober 1905 in Verbindung mit dem Abtretungsvertrag vom 13. November 1906 seitens der großherzoglich Sachsen-Weimarschen Regierung der Gewerkschaft Rastenberg zu verleihenden Berechtigung zur Anlage und dem Betrieb eines Salz- bezw. Kalisalzbergwerkes in der Gemarkung Rastenberg unter den aus dem gedachten Vertrage sich ergebenden Rechten und Pflichten; Mutung und Erwerb anderer Bergwerke, sowie Beteiligung an anderen Bergwerken; Herstellung von Anlagen und Betrieb von Unternehmungen, die die Ausbeutung der vorbezeichneten Berechtigungen und Bergwerke und die Verwertung ihrer Erzeugnisse bezwecken, sowie Beteiligung bei solchen Anlagen oder Unternehmungen; Benutzung und Verwertung der selbst gewonnenen oder sonst erworbenen Bergwerkserzeugnisse, sowie Beteiligung an Unternehmungen, die eine solche Benutzung oder Verwertung bezwecken“. Die Gewerkschaft hatte am 25. November 1910 mit der Heldburg AG einen Vertrag abgeschlossen, nach welchem sie sämtliche Anlagen Über- und Untertage, bei gleichzeitiger Überlassung aller Rechte, Konzessionen usw. für die Zeit vom 1. Januar 1911 bis zum 31. März 1912 an diese für 600.000 M/a verpachtete. Die Pächterin erwarb danach auch sämtliche 1000 Kuxe der Gewerkschaft Rastenberg. Ab 1. Januar 1913 wurde der Betrieb für Rechnung der Gewerkschaft Rastenberg geführt.
Die Gewerkschaft war dem Kalisyndikat durch einen provisorischen Vertrag beigetreten und dementsprechend bei der Verabschiedung des Reichskaligesetzes vom 25. Mai 1910 in die Liste der liefernden und mit einer Quote bedachten Werke aufgenommen worden. Dieselbe betrug damals wie für alle Werke, die dem Syndikat provisorisch angeschlossen waren, 11,6300 Tausendstel. Die Absatzquote betrug anfangs (31. Dezember 1924) 4,5362 Tausendstel; letztlich (ab Oktober 1932) 4,2665 Tausendstel. Am 17. Mai 1924 beschloss die Gewerkenversammlung gemäß § 83a des Gesetzes über die Regulierung der Kaliwirtschaft vom 18. Juli 1919 das Werk bis zum 31. Dezember 1953 stillzulegen. Nach Ausführung der durch die Bergbehörde vorgeschriebenen Versatzarbeiten wurde die Schachtanlage Rastenberg am 1. April 1925 stillgelegt. Die Kaliprüfungsstelle erteilte der Gewerkschaft im Jahre 1925 eine Beteiligungsziffer von 95 % der durchschnittlichen Beteiligung aller Kaliwerke.
Die Gewerkenversammlung am 12. Dezember 1928 beschloss, das Vermögen der Gewerkschaft als Ganzes unter Ausschluss der Liquidation mit Wirkung vom 1. Januar 1928 im Wege der Verschmelzung auf die Krügershall AG (in Burbach-Kaliwerke AG, Magdeburg) zu übertragen. Im Umtausch erhielten die Gewerken pro Kuxe nom. 1200 Aktien mit Dividendenschein ab 1. Januar 1928.

### Die Chronologie der Betriebsentwicklung 1908–1914
- 1908 : Schacht im Abteufen begriffen, Schacht ca. 200 m tief. Durchschnittliche Arbeiterzahl: 150 Mann. Vorsitzender des Grubenvorstandes: Dr. H. de Neufville. Werksleitung: Direktor, Bergingenieur W. Berkenkamp. Betriebsführer: Bergingenieur Paul Hermann.
- 1909: Schacht ca. 280 m tief. Durchschnittliche Arbeiterzahl: 150 Mann. Vorsitzender des Grubenvorstandes: Dr. H. de Neufville. Werksleitung: Direktor, Bergingenieur W. Berkenkamp. Betriebsführer: Bergingenieur Paul Hermann. Anlagen über Tage im Bau.
- 1910: Der Schacht ist fertig abgeteuft. Durchschnittliche Arbeiterzahl: 150 Mann. Der Ausbau des Schachtes wird mit Jahresschluss beendet sein. Die Tagesanlagen (Chlorkaliumfabrik, Mühle usw.) sind fast fertiggestellt. Vorsitzender des Grubenvorstandes: Dr. H. de Neufville. Werksleitung: Direktor, Bergingenieur W. Berkenkamp. Betriebsführer: Bergingenieur Paul Hermann.
- 1911: Unter Tage werden Vorrichtungsarbeiten betrieben. Die Tagesanlagen sind fertiggestellt. Durchschnittliche Arbeiterzahl: 150 Mann. Betriebsführer: Dipl.-Bergingenieur Fritz Schnadt.
- 1912: Das Werk befindet sich in vollem Betriebe. Durchschnittliche Arbeiterzahl: 350 Mann. Werksleitung: Direktor, Bergingenieur W. Berkenkamp. Betriebsführer: Dipl.-Bergingenieur Fritz Schnadt.
- 1913: Das Werk befindet sich in vollem Betriebe. Durchschnittliche Arbeiterzahl: 350 Mann. Werksleitung: Direktor, Bergingenieur W. Berkenkamp. Betriebsführer: Lehmann.
- 1914: Das Werk befindet sich in vollem Betriebe. Durchschnittliche Arbeiterzahl: 400 Mann. Verwaltung: Fabrikdirektor Dr. Sundmacher, Prokurist W. Bunzel. Betriebsführer: Lehmann.

### Der Produkt-Absatz
In den fabrikatorischen Tagesanlagen des Kaliwerkes Rastenberg wurden auch die per Feldbahn von den benachbarten Gewerkschaften Burggraf und Bernsdorf angelieferten Kali-Rohsalze verarbeitet. Hier einige Absatzzahlen:
| Produkt                 | 1917   | 1918   | 1919  | 1920  |
| ----------------------- | ------ | ------ | ----- | ----- |
| Carnallit               | 16     | -      | 261   | -     |
| Kainit                  | 8      | 7944   | 4182  | 763   |
| Düngesalz 20er          | -      | 10011  | 572   | 2713  |
| Düngesalz 30er          | -      | 517    | -     | -     |
| Düngesalz 40er          | 86054  | 25917  | 22164 | 25755 |
| Kalidünger 38er         | 4295   | -      | -     | -     |
| Chlorkalium             | 10245  | 56403  | 49511 | 57255 |
| Schwefels. Kali         | 7152   | 346    | 503   | 6165  |
| Schwefels. Kalimagnesia | 6303   | 5839   | 2011  | 4697  |
| Summe                   | 114073 | 106977 | 79204 | 97348 |

Im Jahre 1921 wurden einschl. Absatz für die Werke Bernsdorf und Burggraf 123.060 dz K2O und 45.090 kg Brom abgesetzt (Bernsdorf und Burggraf Absatz 13.335 dz K2O), im Jahre 1922 122.043 dz K2O, im Jahre 1923 83.672 dz K2O, im Jahre 1924 37.339 dz K2O und 1925 nur noch 1.807 dz K2O.

### Die einstige Abwasserkonzession
Infolge Genehmigung des Erweiterungsantrages der Gewerkschaft wurde die Einleitung von Endlauge in die Ilm insoweit gestattet, dass der Chlorgehalt des Wassers 550 mg pro Liter nicht überschritt. Die Abwassertemperatur durfte 65 Grad nicht übersteigen. Diese limitierte Abwassermenge entsprach bei Mittelwasserstand der Ilm einer täglichen Verarbeitung von ca. 16000 dz Carnallit.

## Heutiger Zustand (2011)
Seit der Stilllegung im Jahre 1925 gehörten die bergbaulichen Anlagen zum Burbach-Konzern. Seit dem 1. Januar 1955 befanden sie sich in Rechtsträgerschaft des ehemaligen VEB Kaliwerk „Heinrich Rau“ (Schachtröhre mit einer Parzelle von 345 m²) resp. ab 1. Januar 1970 des VEB Kombinat Kali, Betrieb Südharz.
Seit Erlass der Verwahrungsanordnung der DDR vom 10. Oktober 1971 (DDR-GBl. II Nr. 73) wurde der Rat des Bezirkes Halle für eine Vielzahl von Alt-Kalischächten, sog. „Grubenbaue alten Bergbaus ohne Rechtsnachfolger“, zuständig.
Mit dem Beitritt der DDR zum Geltungsbereich des Grundgesetzes galt die Schachtanlage Rastenberg als „stillgelegte Anlage eines bergbaulichen Gewinnungsbetriebes, für den ein Rechtsnachfolger nicht vorhanden oder nicht mehr feststellbar ist“. Anstelle der Räte der Bezirke traten die jeweiligen Landesregierungen bis zum Erlass entsprechender ordnungsbehördlicher Vorschriften (für das Land Sachsen-Anhalt: Gesetz über die öffentliche Sicherheit und Ordnung des Landes Sachsen-Anhalt (SOG LSA) in der Fassung der Bekanntmachung vom 23. September 2003 (GVBl. LSA S. 214), zuletzt geändert am 18. Mai 2010 (GVBl. LSA S. 340)) ein.
Somit steht bis dato die Schachtanlage Rastenberg ordnungsrechtlich bzgl. der Fürsorgepflicht zwecks Gefahrenabwehr in der Zuständigkeit der Gemeinde.
Diese und viele andere seinerzeit stillgelegten Kali- und Steinsalzbergwerke bedürfen einer kontinuierlichen Überwachung. Kritische Hinweise für die Notwendigkeit einer besonderen Fürsorge der Schachtanlage Rastenberg sind ein 1941 erfolgter Gasaustritt, der seit Jahrzehnten hörbare Wasserzutritt aus undichten Bereichen der Schachtauskleidung sowie die Mineralisation der aus der Schachtröhre gezogenen Wässer bzw. Lösungen (u. a. 1969, 1978). Im Ergebnis einer umfangreichen Untersuchung der Schachtröhre im Jahre 1978 legte die zuständige Bergbehörde einen bis dato noch geltenden Sicherheitsbereich fest.
Bei den behördlichen Beobachtungen und Messungen traten bislang keine besonderen Vorkommnisse auf. Zur Gewährleistung der öffentlichen Sicherheit wurde im Jahre 2000 der vorhandene sog. „Orlasverschluss“ über der unverwahrten Schachtröhre durch eine neue Abdeckung in Form einer Stahlbetonplatte ersetzt (siehe Abbildung). Die Schachtabdeckung ist mittels Maschendrahtzaun eingezäunt.